# Nikołaj Bobrownikow
Nikołaj Iwanowicz Bobrownikow (ros. Никола́й Ива́нович Бобро́вников, ur. 14 grudnia 1909 w Riażsku w guberni riazańskiej, zm. 13 lutego 1992 w Moskwie) – radziecki polityk, działacz partyjny, członek KC KPZR (1956-1961).

## Życiorys
1928-1932 studiował w Moskiewskim Instytucie Inżynieryjno-Budowlanym, od 1931 członek WKP(b), 1932-1934 odbywał służbę w Armii Czerwonej, 1934-1939 zastępca szefa stacji, szef warsztatu i główny inżynier stacji obsługi pomp. 1939-1947 szef stalińskiej stacji wodociągowej, 1947-1949 zastępca szefa, główny inżynier i szef gospodarki wodociągowo-kanalizacyjnej Komitetu Wykonawczego Moskiewskiej Rady Miejskiej, od 1949 do 2 lutego 1956 zastępca przewodniczącego, a od 2 lutego 1956 do 2 września 1961 przewodniczący Komitetu Wykonawczego Moskiewskiej Rady Miejskiej. Od 25 lutego 1956 do 17 października 1961 członek KC KPZR, od sierpnia 1961 do listopada 1962 zastępca przewodniczącego Państwowej Rady Naukowo-Ekonomicznej ZSRR, od października 1961 do listopada 1962 minister ZSRR, 1963-1984 szef Wydziału Gospodarki Mieszkaniowo-Komunalnej i Rozwoju Miast Państwowej Komisji Planowania Rady Ministrów ZSRR, następnie na emeryturze. Deputowany do Rady Najwyższej ZSRR 5 kadencji. Pochowany na Cmentarzu Wagańkowskim w Moskwie.

## Odznaczenia
- Order Lenina (trzykrotnie)
- Order Rewolucji Październikowej
- Order Czerwonego Sztandaru Pracy (dwukrotnie)
- Order Wojny Ojczyźnianej I klasy
- Order Czerwonej Gwiazdy